# Baardtrap
De baardtrap (Houbaropsis bengalensis) is een vogel uit de familie van de trappen (Otididae). Het is een ernstig bedreigde vogelsoort.

## Kenmerken
De vogel is 66 tot 68 cm lang. Het is een overwegend zwart gekleurde trap met bijna geheel witte vleugels; alleen de vleugeltoppen zijn zwart. Het vrouwtje en de onvolwassen vogels zijn bruin tot zandkleurig, waarbij de vleugeldekveren lichtbruin zijn met een hele fijne bandering. De vogel lijkt op de kleine Indische trap (Sypheotides indicus) maar die is kleiner en heeft een langere nek.

## Verspreiding en leefgebied
Deze soort komt voor in zuidelijk Nepal, noordoostelijk India en zuidelijk Vietnam en telt twee ondersoorten:
- H. b. bengalensis: van zuidelijk Nepal tot noordelijk en oostelijk India (Uttar Pradesh en van Nepal tot Assam en Arunachal Pradesh, vroeger ook in Bangladesh).
- H. b. blandini: zuidelijk Cambodja en mogelijk tot in zuidelijk Vietnam.

Het leefgebied bestaat uit laagland in droge graslandgebieden die in bepaalde seizoenen tijdelijk onder water staan. Vaak zijn deze gebieden een mozaïek van graslanden en stukken met bos en struikgewas.

## Status
De baardtrap heeft een in twee delen gespleten verspreidingsgebied. De grootte van de totale populatie werd in 2013 door BirdLife International geschat op  350-1500 individuen en de populatie-aantallen nemen af. De Cambodjaanse populatie is met meer dan 80% afgenomen gedurende de laatste drie generaties. De populaties in India en Nepal zijn klein en leven in versnipperde gebieden. De leefgebieden worden in hoog tempo omgezet in akkerland voor rijstbouw. Om deze redenen staat deze soort als kritiek op de Rode Lijst van de IUCN.